# Saint-Quentin-la-Tour

Saint-Quentin-la-Tour este o comună în departamentul Ariège din sudul Franței. În 1 ianuarie 2022 avea o populație de 320 de locuitori.